# Cinderella lampra
Cinderella lampra är en tvåvingeart som beskrevs av Steyskal 1949. Cinderella lampra ingår i släktet Cinderella och familjen myllflugor. Inga underarter finns listade i Catalogue of Life.